# Каэватс, Юло
Юло Каэватс (29.10.1947− 30.01.2015) — эстонский политик, учёный, обществовед,эмерит-профессор, вице-президент Академии Наук Эстонии . Идеолог Народного фронта Эстонии, член правления и глава программной рабочей группы этого политического движения. В 1992—1995 гг. занимал пост государственного секретаря. С 1989 по 2000 год был главным редактором «Эстонской энциклопедии»

## Биография
Закончил Вильнюсский университет (Литва). Работал в научным сотрудником в Академии наук СССР, в основном в истории науки области. Профессор (с 2011 года — почётный) и заведующий кафедрой философии Института гуманитарных и социальных наук Таллинского технического университета. Как ученый, Каэватс специализовался на философии науки и философии техники. С 1989 по 2000 год был главным редактором «Эстонской энциклопедии».
В 2012 году поддержал возведение в Эстонии памятнику первому президенту России Борису Ельцину. 22 августа 2013 года был открыт памятный барельеф Б. Ельцину

## Статьи
1. Каэватс Ю. Изменение роли мысленных моделей в истории физического познания. Вопп. истории науки и техники Прибалтики. — Тезисы докл. XI Прибалт, конф. по истории науки и техники). Тарту, 1977, 41—44. Лит. 5 назв.
2. Kaevats Ü. Estonia: Free & Independent. — Estonian Encyclopaedia Publishers, 1994.
3. Jõeste M., Kaevats Ü. The Baltic States //A Reference Book (Tallinn, Estonian Encyclopaedia Publishers, 1991). — 1991. — С. 15.
4. Kaevats Ü. Scientia est potentia //Studia Philosophica Estonica. — 2009. — Т. 1. — №. 3. — С. 43-60.